# Pardosa jinpingensis
Pardosa jinpingensis är en spindelart som beskrevs av Yin et al. 1997. Pardosa jinpingensis ingår i släktet Pardosa och familjen vargspindlar. Inga underarter finns listade i Catalogue of Life.